# August Wilhelm Hegenscheidt
August Wilhelm Hegenscheidt (ur. 9 października 1823 w Altenie, zm. 1 marca 1891 w Gliwicach) – niemiecki przedsiębiorca związany z przemysłem metalurgicznym, założyciel pierwszej na Górnym Śląsku fabryki drutu, filantrop.

## Życiorys

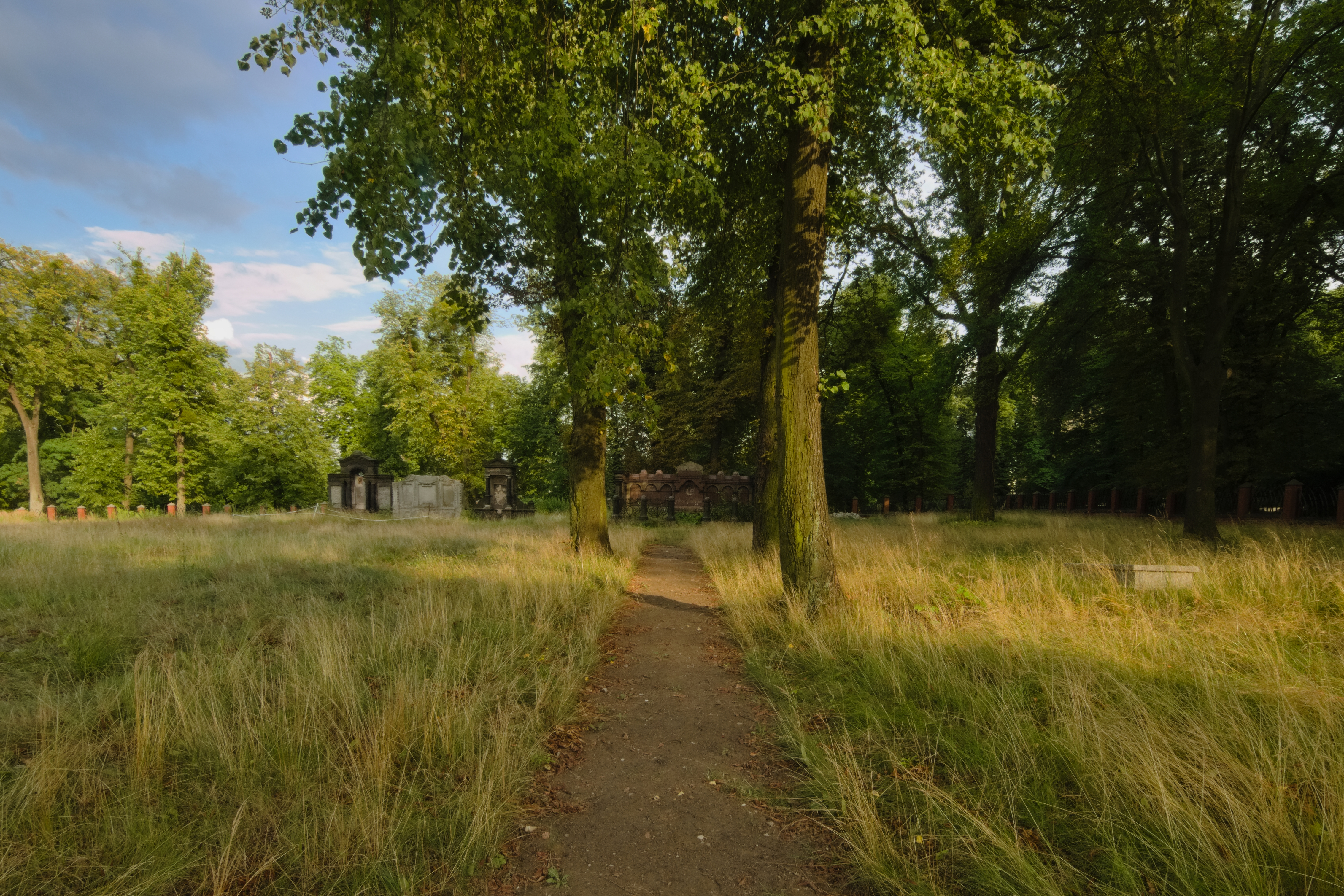
Park Starokozielski w Gliwicach w 2022 roku; pośrodku zdjęcia fragment grobowca rodzinnego, gdzie spoczywa August Wilhelm Hegenscheidt

Urodził się 9 października 1823 roku w Altenie w Westfalii. Skończył szkołę podstawową i już w wieku 15 lat poszedł do pracy, szybko się usamodzielniając. W latach 1847–1850 prowadził handel drutem w Meschede i Altenie, a w 1851 roku stał się właścicielem walcowni drutu swojego ojca w Altenie.
W 1852 roku przeprowadził się na Górny Śląsk. Odziedziczył po ojcu sumę 6 tys. talarów, która wraz z pieniędzmi pożyczonymi od braci pozwoliła mu na zbudowanie niewielkiego warsztatu. W tym celu nabył stary młyn w Szobiszowicach (późniejsza część Gliwic), w którym produkował drut. Jeszcze w tym samym roku wystawił we Wrocławiu swoje pierwsze wyroby na sprzedaż. W 1857 roku wybudował pierwszą na Górnym Śląsku walcownię drutu. Dążył do realizacji swoich planów mimo początkowych problemów z rynkiem zbytu oraz szerzącą się epidemią cholery, a także mimo utraty prawej dłoni w wyniku wypadku, jakiemu uległ przy uruchamianiu polerki drutu. Kupując okoliczne huty, zagwaranował dostawy surowca do produkcji łańcuchów, gwoździ i drutu. 
W 1865 roku kupił nieczynną od dwóch lat hutę „Baildon” w Dębie (późniejsza część Katowic), co pozwoliło zwiększyć mu obroty. Nadał on wyrobom huty znak firmowy „BHH”, będący skrótowcem najprawdopodobniej od określenia „Baildon Hütte Hegenscheidt”. Około 1870 roku z jego inicjatywy w rejonie późniejszej ulicy W. Bogusławskiego w katowickiej dzielnicy Załęże zostało wzniesione osiedle domów robotniczych, nazywane jego nazwiskiem, tj. kolonia Hegenscheidta. Ogłosił, że udzieli kilkuletniej pożyczki na działkę i budowę domu każdemu, kto zgodzi się odpracować dług. 
W 1870 roku jego zakłady w Gliwicach składały się już z trzech części: Zakładu Górnego (przy późniejszej ulicy S. Dubois), Zakładu Dolnego (pomiędzy ulicami J. Śliwki i S. Dubois) oraz Nowego Zakładu (teren późniejszej spółki Izo-Erg). W 1883 roku zakupił folwarki i ziemie w Ornontowicach i Dębieńsku, gdzie uruchomił kolejne zakłady produkcyjne. W 1887 roku połączył swoje zakłady wraz ze swoim największym konkurentem – rodziną Caro, powołując Oberschlesische Eisenindustrie AG für Bergbau und Hüttenbetrieb (z niem. Górnośląski Przemysł Żelazny S.A. dla Hutnictwa i Górnictwa) oraz Oberschesische Drahtindustrie AG (z niem. Górnośląski Przemysł Druciany S.A.). Obie firmy 1 stycznia 1889 roku połączono w jedną spółkę. 
Był aktywny społecznie. Należał do gminnej rady parafialnej, starał się o budowę kościoła ewangelickiego i opiekę parafialną nad chorymi. W latach 60. XIX wieku był prezydentem izby handlowej, najpierw w Gliwicach, a potem w Opolu. W 1873 roku za zasługi dla gospodarki i polityki społecznej uhonorowano go tytułem radcy handlowego (niem. Kommerzienrat). Był także filantropem. Ufundował m.in. szkołę przemysłową w Gliwicach (późniejsze V Liceum Ogólnokształcące im. A. Struga w Gliwicach), szkołę przy ulicy J. Śliwki, kościoły i ich wyposażenie, a także obiekty sportowe.
Zmarł 1 marca 1891 roku w Gliwicach po ciężkiej chorobie. Pochowany został w grobowcu rodzinnym na tamtejszym cmentarzu starokozielskim. W testamencie zapisał dla szkoły przemysłowej w Gliwicach kapitał w wysokości 25 tys. marek, z których utworzono fundację Hegenscheidta-Wernickiego przyznającą corocznie stypendia dla najzdolniejszych uczniów.

## Życie prywatne
Urodził się w rodzinie Petera i Katheriny z d. Opterdeck, właścicieli małego zakładu produkującego drut, jako najmłodszy z pięciorga rodzeństwa.
W 1857 roku ożenił się z Johanną Hesse pochodzącą z Minden. Mieli sześcioro dzieci – czterech synów i dwie córki. Dwaj synowie zostali przedsiębiorcami (w tym urodzony w 1867 roku Otto, który przejął interes po śmierci ojca; doprowadził do budowy na przełomie XIX i XX wieku pałacu rodowego w Ornontowicach), trzeci studiował rolnictwo i przejął majątki ziemskie ojca w powiatach rybnickim i pszczyńskim, a najmłodszy Friedrich studiował prawo i ożenił się z Irmą von Gethusy-Huc, córką pisarki Valeski Gräfin Bethusy-Huc.
W jego rodzinie panował surowy patriarchalizm i był bardzo wymagającym człowiekiem. Jednocześnie był człowiekiem honoru i żył po chrześcijańsku (był ewangelikiem). W wolnym czasie uczestniczył w wycieczkach i słuchał piosenek marszowych, czasem również tanecznych.